# Yamaha Tracer 900
Die Yamaha Tracer 900 ist ein Sporttourer des japanischen Motorradherstellers Yamaha.

## Historie
Die 2014 angekündigte Tracer 900 wurde im März 2015 als MT-09 Tracer in die Märkte eingeführt. Dieses Modell basiert auf dem erfolgreichen Naked Bike MT-09 und kombiniert deren leistungsstarken 847-cm³-Dreizylinder-Motor mit der Formgestaltung eines Sporttouringkraftrades.
Das Motorrad wurde in den meisten Märkten als MT-09 Tracer und in Nordamerika als FJ-09 eingeführt. Ab 2016 wurde das Motorrad in Europa in Tracer 900 umbenannt, im selben Jahr wurde die Tracer 700 in Europa eingeführt, die entsprechend auf der MT-07 basiert. In Japan, Südamerika, Australien und Neuseeland wurde sie unter dem ursprünglichen Namen MT-09 Tracer weitergeführt. Ab dem Modelljahr 2019 wurde sie auch in den Vereinigten Staaten in Tracer 900 umbenannt. Im Jahre 2021 überarbeitete Yamaha die Tracer 900 grundlegend und benannte sie in Tracer 9 um.

## Technik
Der flüssigkeitsgekühlte Dreizylinder-Reihenmotor mit 847 cm³ Hubraum und vier Ventilen pro Zylinder leistet 85 kW (115 PS) bei 10.000/min; das maximale Drehmoment von 88 Nm liegt bei einer Drehzahl von 8500/min an. Die drei Zylinder haben eine Bohrung von 78 mm, die Kolben einen Hub von 59,1 mm. Das Verdichtungsverhältnis beträgt 11,5 : 1. Das Ansaugrohr nutzt den Schwingrohreffekt.

### Kraftübertragung
Die MT-09 Tracer hat ein Sechsganggetriebe mit Schaltwalze sowie eine mechanisch zu betätigende Mehrscheiben-Ölbadkupplung, eine spezielle Art der Lamellenkupplung.

### Rahmen und Fahrwerk
Das Motorrad hat einen Leichtmetall-Brückenrahmen, eine Upside-Down Gabel sowie eine Hinterradschwinge mit unter der Sitzbank liegendem Zentralfederbein. Die Federelemente sind in der Zugstufe verstellbar und am Heckfederbein lässt sich die Druckstufe des Stoßdämpfers ändern. Die Wahl des Fahrmodus wirkt sich nicht auf die Fahrwerkseinstellung aus (kein elektronisch einstellbares Fahrwerk).

### Elektronik
Mit einer einstellbaren Ansteuerung der Motorelektronik kann der Fahrer zwischen den Modi STD (Standard), A (Sport) und B (Regen) wechseln und damit ein verändertes Ansprechverhalten des Motors bewirken. Im B-Modus spricht der Motor sanfter an und verliert 10 PS Höchstleistung. Neben serienmäßigem ABS hat das Motorrad eine abschaltbare Traktionskontrolle und einen Quickshifter für schnelle Gangwechsel ohne Kupplungsbetätigung.

## Modellentwicklung

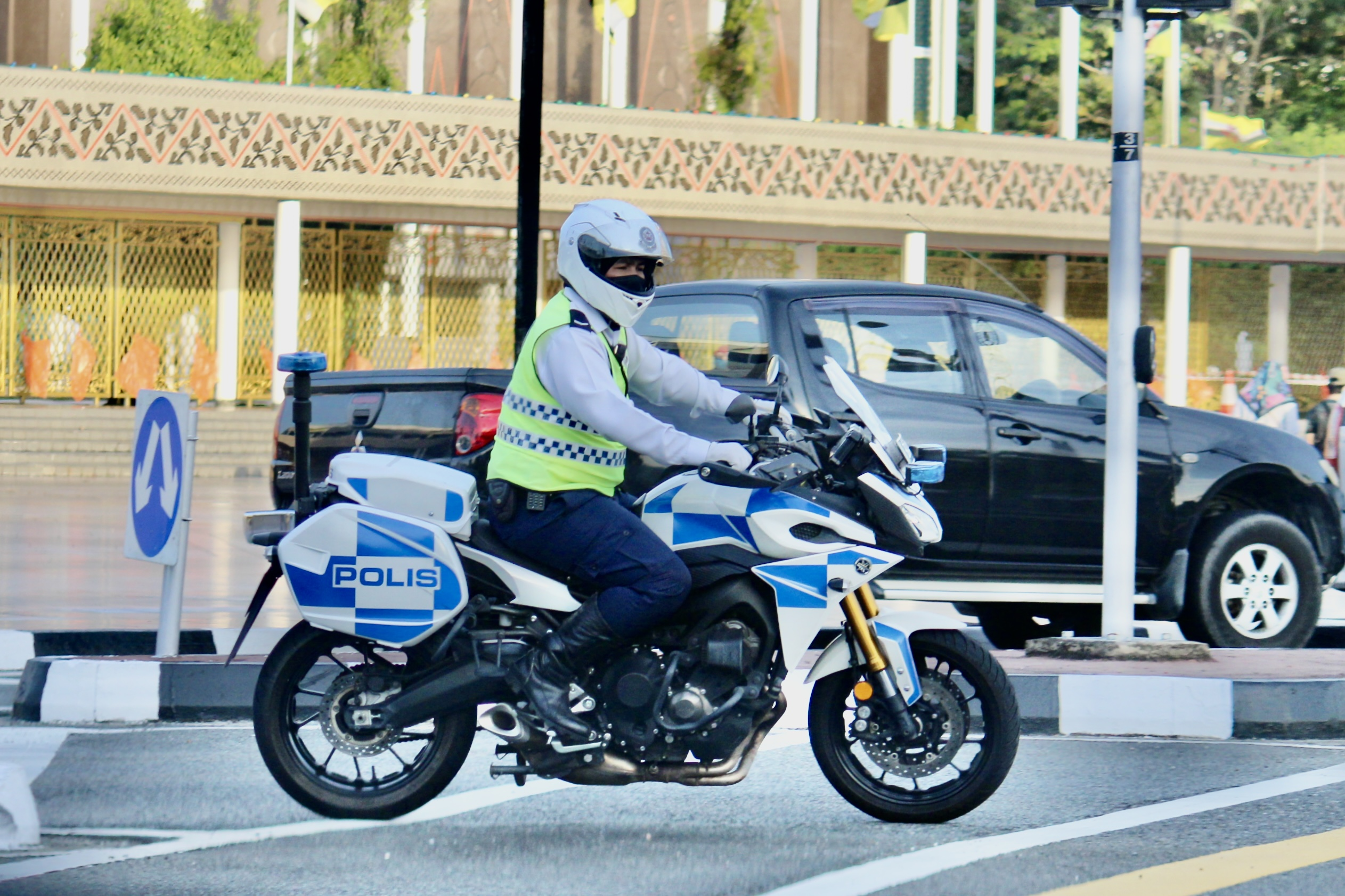
Eine Tracer 900 der Polizei Brunei

### Erste Generation
2015 bis 2016 (MT-09 Tracer weltweit und FJ-09 in den USA)
Die Technik der Tracer 900 basiert direkt auf der MT-09, jedoch ist der hintere Hilfsrahmen größer und robuster und bietet werkseitige Befestigungspunkte für Seitenkoffer. Ein größerer Kraftstofftank, eine höhenverstellbare Sitzbank, eine andere Instrumenteneinheit und ein serienmäßiger Hauptständer sind weitere Unterscheidungsmerkmale. Weiterhin bietet sie ein überarbeitetes Kraftstoffkennfeld und drei Fahrmodi, eine 12-Volt-Steckdose sowie eine ein- und ausschaltbare Traktionskontrolle. Zusätzlich hat sie eine rahmenfeste Teilverkleidung und eine Windschutzscheibe, die in unterschiedlichen Größen verfügbar ist, und Handprotektoren. Dadurch steigt das fahrfertige Leergewicht auf 210 kg und die Abmessungen ändern sich geringfügig.
Das Armaturenbrett stammt direkt von der XT1200Z Super Ténéré. Die Tracer 900 hat LEDs für Scheinwerfer, Rückleuchten und Bremslichter. Der Lenker ist höher und breiter und durch den weiter vorn positionierten Sitz näher am Fahrer, was eine aufrechtere Sitzposition ermöglicht. Die Hinterradaufhängung ist länger als die der MT-09 und hat steifere Federn sowie mehr Dämpfung und Vorspannung.
Die amerikanische Variante FJ-09 ist in ihrer Geschwindigkeit elektronisch auf 191 km/h (119 mph) begrenzt.
Ab 2017 wurde das Modell mit einer dreistufig einstellbaren Traktionskontrolle und einer neuen Kupplungseinheit ausgestattet, die Unterstützung und eine Rutschkupplung bietet, ähnlich der Technik, die auch bei den Modellen FZ-09/MT-09 und XSR 900 zu finden ist.

### Zweite Generation
2018 bis 2020 (Tracer 900 und Tracer 900 GT)
Von 2018 bis 2020 führte Yamaha eine verbesserte Variante des Modells unter dem Namen „Tracer 900 GT“ ein. Diese Version behält den gleichen Motor, Rahmen und Karosseriedesign der Standard-Tracer bei, bietet jedoch serienmäßig (nun in passender Farbe) Satteltaschen, einen Tempomaten, beheizte Griffe, eine verlängerte Hinterradschwinge sowie ein aktualisiertes TFT-Farbdisplay, das dem der Yamaha R1 ähnelt. Das neue Windschutzscheibendesign kann während der Fahrt mit einer Hand justiert werden im Gegensatz zum älteren Zweiknopfsystem, das für die Einstellung im Stillstand gedacht war.

## Marktpositionierung
Die Tracer 900 zielt auf das Marktsegment der leichteren Sporttourer mit Halbverkleidung und hoher, aufrechter Sitzposition wie bei einer Reiseenduro, zu dem zum Zeitpunkt der Markteinführung die Triumph Tiger 800 oder die Suzuki DL 650 V-Strom zählten.